# 星野雄大
星野 雄大（ほしの ゆうだい、1988年10月19日 - ）は、岡山県岡山市出身の元プロ野球選手（捕手）。右投右打。実弟は同じく元プロ野球選手の星野大地（投手）。

## 経歴

### プロ入り前
岡山市立平福小学校3年生の時にソフトボールをはじめる。当初から捕手。岡山市立福浜中学校に進学後、軟式野球へ転向、捕手としてプレーする。
岡山東商業高時代は、1年時の秋からベンチ入り。3年時の春に、4番・捕手として第78回選抜高等学校野球大会に出場。初戦で清峰に敗れたものの、強肩捕手としてプロから注目を浴びる。
高校卒業後、社会人野球の日産自動車九州に入団。2年目の2008年秋にレギュラーになるも、3年目にチームが休部。当時は、工場で発注や管理等に就いていた。
その後、伯和ビクトリーズへ移籍。移籍1年目となる2010年はパチンコホールの仕事をしながら野球に打ち込み、正捕手となる。同年の第81回都市対抗野球大会では、1回戦のかずさマジック戦で本塁打も放った。第37回社会人野球日本選手権大会では、1回戦のJX-ENEOS戦でスタメン出場するも、投手陣をリードしきれず1-10で大敗。2011年は、チームは第82回都市対抗野球大会に出場するも、自身は代打のみの出場に終わった。日産自動車九州時代からのチームメイトに七條祐樹がいる。
2011年のドラフト会議で、ソフトバンクが育成枠での指名を検討するが、日本野球連盟から「社会人選手の育成枠指名は『技術向上、社会教育』という育成制度の理念に反する」と難色を示されたため、獲得を断念される。

### 香川時代

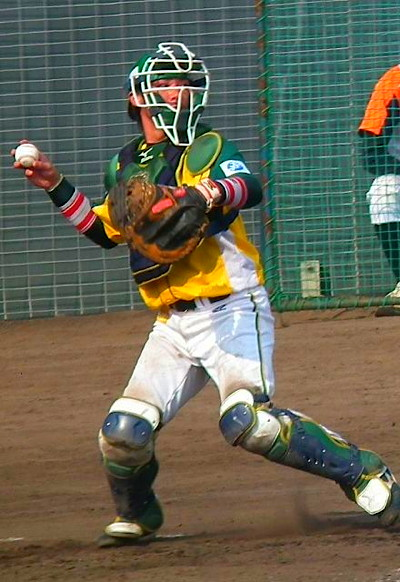
香川オリーブガイナーズ時代（2012年）

上記の指名回避もあり、この1年でプロへの勝負をかけたいという思いから伯和ビクトリーズを退団、独立リーグ・四国アイランドリーグplusのトライアウトを受験し合格。2011年12月16日に香川オリーブガイナーズ入団が発表され、背番号は「22」に決まった。入団1年目ながら、投手とコミュニケーションをしっかり取って良さを引き出すリードで、優勝に貢献。チームメイトには、水口大地やアレッサンドロ・マエストリがいた。
2012年10月25日、プロ野球ドラフト会議では、4球団から調査書が届く中、東京ヤクルトスワローズから5位指名を受け、契約金2000万円、年俸800万円で仮契約した。

### ヤクルト時代
2015年4月21日にヤクルト入団後初めて一軍登録されたが、出場のないまま4月24日に登録抹消された。同年8月5日に再度登録されるも、試合出場なく2日後の8月7日に抹消。
2017年4月12日、2年ぶりに一軍登録されたが、今回も出場がなく4月28日に登録抹消された。6月17日に自身4度目の出場選手登録がされると、6月18日にプロ初出場を果たす。ジョシュ・ルーキの球を受け、西川遥輝に二塁打を打たれたが、1イニングを無失点に抑える好リードを見せた。
10月3日に球団から戦力外通告を受けた。弟の星野大地（ソフトバンク）も同じ日に戦力外通告を受けている。
2018年からヤクルトのブルペン捕手に転向した。

## 選手としての特徴・人物
遠投110メートルの地肩の強さを生かした、二塁到達1.8秒台の正確性高い送球が武器の強肩捕手。
打撃ではツボにはまった時の長打力が魅力だが、ムラがある。本人も自覚している通り、足は遅い。
物怖じしない強気な性格でポジティブで勝負強い。
弟の大地とは、ガイナーズ時代の2012年5月6日にさぬき市志度で行われたソフトバンク戦で兄弟対決が実現した。結果はライトフライに終わったが、雄大自身はプロでバッテリーを組むことを希望している。

## 詳細情報

### 年度別打撃成績
| 年 度    | 球 団    | 試 合 | 打 席 | 打 数 | 得 点 | 安 打 | 二 塁 打 | 三 塁 打 | 本 塁 打 | 塁 打 | 打 点 | 盗 塁 | 盗 塁 死 | 犠 打 | 犠 飛 | 四 球 | 敬 遠 | 死 球 | 三 振 | 併 殺 打 | 打 率 | 出 塁 率 | 長 打 率 | O P S |
| -------- | -------- | ----- | ----- | ----- | ----- | ----- | -------- | -------- | -------- | ----- | ----- | ----- | -------- | ----- | ----- | ----- | ----- | ----- | ----- | -------- | ----- | -------- | -------- | ----- |
| 2017     | ヤクルト | 1     | 0     | 0     | 0     | 0     | 0        | 0        | 0        | 0     | 0     | 0     | 0        | 0     | 0     | 0     | 0     | 0     | 0     | 0        | ----  | ----     | ----     | ----  |
| NPB：1年 | NPB：1年 | 1     | 0     | 0     | 0     | 0     | 0        | 0        | 0        | 0     | 0     | 0     | 0        | 0     | 0     | 0     | 0     | 0     | 0     | 0        | ----  | ----     | ----     | ----  |

### 年度別守備成績
| 年 度 | 球 団    | 捕手  | 捕手  | 捕手  | 捕手  | 捕手  | 捕手  | 捕手     |
| 年 度 | 球 団    | 試 合 | 刺 殺 | 補 殺 | 失 策 | 併 殺 | 捕 逸 | 守 備 率 |
| ----- | -------- | ----- | ----- | ----- | ----- | ----- | ----- | -------- |
| 2017  | ヤクルト | 1     | 1     | 0     | 0     | 0     | 0     | 1.000    |
| 通算  | 通算     | 1     | 1     | 0     | 0     | 0     | 0     | 1.000    |

### 記録
NPB
- 初出場：2017年6月18日、対北海道日本ハムファイターズ3回戦（明治神宮野球場）、9回表に捕手で出場

### 独立リーグでの年度別打撃成績
| 年 度     | 球 団     | 試 合 | 打 数 | 得 点 | 安 打 | 本 塁 打 | 打 点 | 盗 塁 | 犠 打 | 犠 飛 | 四 球 | 死 球 | 三 振 | 打 率 |
| --------- | --------- | ----- | ----- | ----- | ----- | -------- | ----- | ----- | ----- | ----- | ----- | ----- | ----- | ----- |
| 2012      | 香川      | 75    | 212   | 23    | 49    | 3        | 34    | 3     | 3     | 4     | 27    | 8     | 37    | .231  |
| 通算：1年 | 通算：1年 | 75    | 212   | 23    | 49    | 3        | 34    | 3     | 3     | 4     | 27    | 8     | 37    | .231  |

### 独立リーグでの表彰
- ゴールデングラブ（捕手部門：2012年10月）
- 月間MVP（2012年7月）

### 背番号
- 22（2012年）
- 37（2013年 - 2017年）
- 106（2018年 - ） ※ブルペン捕手